# Sileshårsväxter
Sileshårsväxter eller flugfångarväxter (Droseraceae) är en familj i ordningen Caryophyllales med 3 släkten, vattenfällesläktet (Aldrovanda), venusflugfällesläktet (Dionaea) och sileshårssläktet (Drosera), och cirka 150 arter. De två förstnämnda släktena har bara var sin art.

## Beskrivning
Alla arter i familjen är köttätande växter. Arterna är tvåhjärtbladiga örter som framför allt påträffas på fuktiga ställen i de tempererade och subtropiska zonerna. De flesta växer på synnerligen kvävefattigt underlag och alla skaffar sig ett tillskott av kvävenäring genom att fånga smådjur som bryts ned med hjälp av ett vattenklart slem. Slemmet innehåller myrsyra och äggvitespjälkande enzymer och avsöndras av talrika körtelhår som oftast brukar sitta på bladen.
Venus flugfälla (Dionaea muscipula) är den mest kända arten och dess runda rosettblad är försedda med långa borst i kanten och några "känselspröt" på ytan. Berörs känselspröten slår bladet hop längs mittnerven och kan fånga exempelvis skalbaggar och gråsuggor. Flugor hinner däremot i regel undan. De svenska Drosera-arterna är utrustade med en liknande fångstanordning.

## Medicinsk användning
Droseraörten är känd för sin goda verkan mot kikhosta och även mot rethosta.Den ingår i flera läkemedel i Europa och används även i homeopatiska läkemedel. Använd växtdel är bladen. 